# Nu (kana)
ぬ în hiragana sau ヌ în katakana, (romanizat ca nu) este un kana în limba japoneză care reprezintă o moră. Caracterele hiragana și katakana sunt scrise fiecare cu două linii. Kana ぬ și ヌ reprezintă sunetul pronunție în japoneză [nu͍].
Originea caracterelor ぬ și ヌ este caracterul kanji 奴.

## Folosire în limba ainu
În limba ainu, katakana ぬ reprezintă sunetul [nu̜], iar katakana minuscul ㇴ reprezintă sunetul n final după o vocală, iar doar la sfârșitul unui cuvânt. Pentru n final la sfârșitul unui cuvânt se poate folosi ㇴ ca și katakana ン. În mijlocul unui cuvânt doar ン se folosește pentru n final.
Exemplu: tan-mosir (această lume) = タンモシㇼ = タㇴ + モシㇼ, versiunea タㇴモシㇼ este incorectă

## Forme
| Formă                                   | Rōmaji | Hiragana        | Katakana        |
| --------------------------------------- | ------ | --------------- | --------------- |
| Fără semne diacritice: n- (な行 na-gyō) | nu     | ぬ              | ヌ              |
| Fără semne diacritice: n- (な行 na-gyō) | nuu nū | ぬう, ぬぅ ぬー | ヌウ, ヌゥ ヌー |

| Alte forme | Alte forme |          |
| --- | ---------- | -------- |
| \| Rōmaji \| Hiragana \| Katakana \| \| ------ \| -------- \| -------- \| \| nwa \| ぬぁ \| ヌァ \| \| nwi \| ぬぃ \| ヌィ \| \| (nwu) \| (ぬぅ) \| (ヌゥ) \| \| nwe \| ぬぇ \| ヌェ \| \| nwo \| ぬぉ \| ヌォ \| |            |          |
| Rōmaji | Hiragana   | Katakana |
| nwa | ぬぁ       | ヌァ     |
| nwi | ぬぃ       | ヌィ     |
| (nwu) | (ぬぅ)     | (ヌゥ)   |
| nwe | ぬぇ       | ヌェ     |
| nwo | ぬぉ       | ヌォ     |

## Ordinea corectă de scriere
|                                      |
| Ordinea corectă de scriere pentru ぬ |

|                                      |
| Ordinea corectă de scriere pentru ヌ |

## Alte metode de scriere
- Braille:

| ・・ －－ ・－ |

- Codul Morse: ・・・・